# Zandtapijt

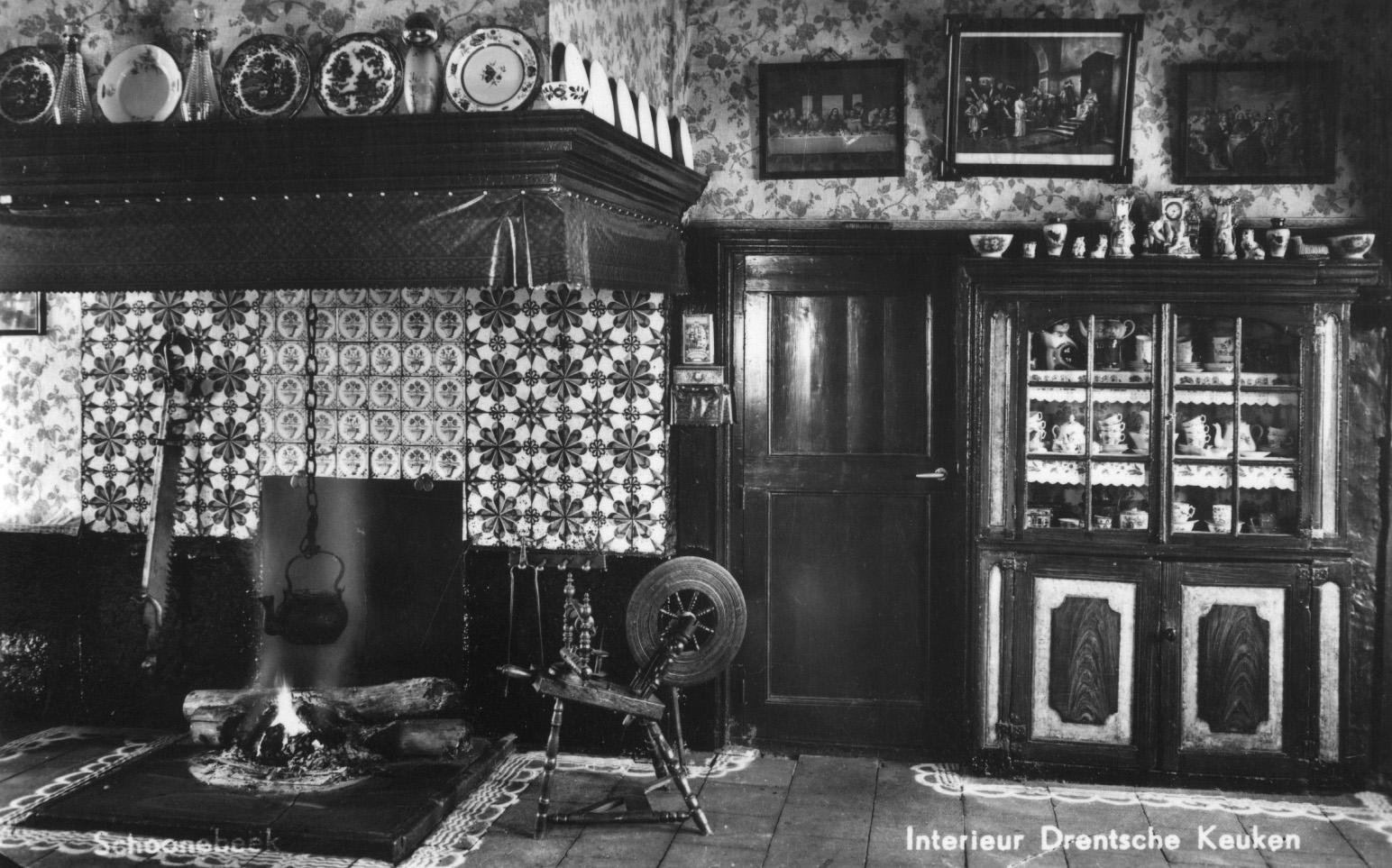
Langs de randen van deze keuken is een zandtapijt gestrooid

Een zandtapijt wordt gemaakt door zand te strooien op een harde ondergrond.

## Werkwijze
Hiervoor doet men strooibaar wit zand in een gevouwen papier waarmee men patronen strooit op de vloer. Ook kan het zand op de vloer worden gestrooid, waarna er met de vinger patronen in worden gemaakt. Hiervoor strooit men een hoopje of een lijntje uit de hand, en maakt er dan met een vinger figuren van.

## Cultuurhistorie
Vroeger werd dit gedaan als men te weinig geld had om een echt tapijt aan te schaffen. De figuren die gestrooid werden, zijn meestal natuurlijk, zoals bloemen en korenaren. Heden ten dage zijn zandtapijten nog te zien in onder andere de Zwaantje Hans-Stokman's Hof te Schoonebeek. Eenmaal per jaar is er in deze plaats een wedstrijd onder basisschoolleerlingen om het mooiste tapijt te strooien. De zandtapijten van de drie winnaars hiervan zijn tijdelijk te bewonderen in Zwaantje Hans-Stokman's Hoeve.
In de Belgisch-Brabantse gemeente Hekelgem, nu deelgemeente van Affligem, is er ook sinds einde 19de eeuw een kunsttraditie van zandtapijten en  zandschilderkunst.
In Lommel, centrum van zandwinning, wordt ook jaarlijks een zandtapijt aangelegd. Het gaat terug op de volkse traditie van de streek om ter gelegenheid van feesten (bruiloft,...) rond de woning een zandtapijt te strooien. In dat kader zijn er ook tentoonstellingen, wedstrijden, workshops, kinderprogramma's,... om het ambacht terug leven in te blazen.
In de eilandenrepubliek Vanuatu worden rituele zandtekeningen gemaakt. Deze zijn toegevoegd aan de UNESCO lijst van oraal en immaterieel werelderfgoed.